# Primi ministri dell'Azerbaigian
Il primo ministro dell'Azerbaigian è il ministro più importante del governo azero e, come prevede la Costituzione, "sovrintende alle attività regolari del Governo e coordina il lavoro dei ministri." Il primo ministro è designato dal presidente dell'Azerbaigian ma può essere rimosso in seguito al voto di sfiducia del Parlamento.
Per questo l'ufficio di presidente è considerato più importante di quello di primo ministro.
L'ufficio di primo ministro è stato istituito per la prima volta nel 1918 con la creazione della Repubblica Democratica di Azerbaigian, per poi essere abolito durante il periodo sovietico.
L'ufficio venne reintrodotto nel 1990 in seguito alla dichiarazione d'indipendenza dell'Azerbaigian dall'Unione Sovietica.

## Lista

### Repubblica dell'Azerbaigian (1990-oggi)
| Primo ministro  | Primo ministro   | Mandato         | Mandato         | Presidenti      | Note                              |
| Primo ministro  | Primo ministro   | Inizio          | Fine            | Presidenti      | Note                              |
| --------------- | ---------------- | --------------- | --------------- | --------------- | --------------------------------- |
|                 | Həsən Həsənov    | 25 gennaio 1990 | 7 aprile 1992   | Ayaz Mütallibov |                                   |
| Yaqub Mammadov  | Həsən Həsənov    | 25 gennaio 1990 | 7 aprile 1992   |                 |                                   |
|                 | Firuz Mustafayev | 7 aprile 1992   | 18 maggio 1992  | Ayaz Mütallibov | reggente                          |
|                 | Rəhim Hüseynov   | 18 maggio 1992  | 26 gennaio 1993 | İsa Qember      |                                   |
| Abülfaz Elçibay | Rəhim Hüseynov   | 18 maggio 1992  | 26 gennaio 1993 |                 |                                   |
|                 | Əli Məsimov      | 26 gennaio 1993 | 28 aprile 1993  |                 |                                   |
|                 | Pənah Hüseynov   | 28 aprile 1993  | 27 giugno 1993  |                 |                                   |
|                 | Surət Hüseynov   | 27 giugno 1993  | 6 ottobre 1994  |                 |                                   |
| Heydər Əliyev   | Surət Hüseynov   | 27 giugno 1993  | 6 ottobre 1994  |                 |                                   |
|                 | Fuad Quliyev     | 6 ottobre 1994  | 20 luglio 1996  |                 | reggente fino al 2 maggio 1995    |
|                 | Artur Rasizadə   | 20 luglio 1996  | 4 agosto 2003   |                 | reggente fino al 26 novembre 1996 |
|                 | İlham Əliyev     | 4 agosto 2003   | 4 novembre 2003 |                 | Artur Rasizadə è reggente         |
| İlham Əliyev    | İlham Əliyev     | 4 agosto 2003   | 4 novembre 2003 |                 |                                   |
|                 | Artur Rasizadə   | 4 novembre 2003 | 21 aprile 2018  |                 |                                   |
|                 | Novruz Məmmədov  | 21 aprile 2018  | 8 ottobre 2019  |                 |                                   |
|                 | Əli Əsədov       | 8 ottobre 2019  | in carica       |                 |                                   |